# Astronesthes macropogon
Astronesthes macropogon es una especie de pez de la familia Stomiidae en el orden de los Stomiiformes.

## Morfología
• Los machos pueden llegar alcanzar los 14 cm de longitud total.

## Hábitat
Es un pez de mar y de aguas profundas que vive entre 0 y 2000 m de profundidad.

## Distribución geográfica
Se encuentra en el  Atlántico oriental (desde el Marruecos hasta Angola) y el Atlántico occidental (el Golfo de México, el Mar Caribe , las Guayanas  y zonas cercanas a las Bahamas y las Antillas).